# 아불화 은
아불화 은은 화학식 Ag
2F을 갖는 무기 화합물이다. 은의 산화수가 분수 형태인 흔치 않은 예이다. 은과 플루오린화 은(I)의 반응으로 생성된다.
Ag + AgF  →  Ag
2F
전기 전도성이 좋고 청동색을 띠는 작은 결정을 형성한다. 물과 닿으면 거의 즉시 전기 분해가 일어나며 은 분말이 침전된다.

## 결정 구조
Ag
2F는 CdI
2과 반대의 결정 구조를 형성한다. 즉, 아이오딘화 카드뮴(CdI
2)과 결정 구조는 같지만, I−
의 위치에 Ag½+이, Cd2+의 위치에 F−
이 결합해 있다. 은 원자 간의 최단 거리는 299.6pm이다(금속 결합 상태에서는 289pm이다).